# Eleições parlamentares europeias de 1994 (França)
As eleições parlamentares europeias de 1994, realizadas a 12 de Junho, serviram para eleger os 87 deputados do país para o Parlamento Europeu.

## Resultados Nacionais
| Partido                 | Partido                          | Votos      | %               | +/-   | Deputados | +/-     |
| ----------------------- | -------------------------------- | ---------- | --------------- | ----- | --------- | ------- |
|                         | UDF - RPR                        | 4 985 574  | 25,58 / 100,00  | 3,30  | 28 / 87   | 2       |
|                         | Partido Socialista               | 2 824 173  | 14,49 / 100,00  | 9,12  | 15 / 87   | 7       |
|                         | Movimento pela França            | 2 404 105  | 12,34 / 100,00  | Novo  | 13 / 87   | Novo    |
|                         | Partido Radical de Esquerda      | 2 344 457  | 12,03 / 100,00  | Novo  | 13 / 87   | Novo    |
|                         | Frente Nacional                  | 2 050 086  | 10,52 / 100,00  | 1,21  | 11 / 87   | 1       |
|                         | Partido Comunista Francês        | 1 342 222  | 6,89 / 100,00   | 0,83  | 7 / 87    | Estável |
|                         | Caça, Pesca, Natureza, Tradições | 771 061    | 3,96 / 100,00   | 0,17  | 0 / 87    | Estável |
|                         | Os Verdes                        | 574 806    | 2,95 / 100,00   | 7,64  | 0 / 87    | 9       |
|                         | Movimento Republicano e Cidadão  | 494 986    | 2,54 / 100,00   | Novo  | 0 / 87    | Novo    |
|                         | Luta Operária                    | 442 723    | 2,27 / 100,00   | 0,84  | 0 / 87    | Estável |
|                         | Geração Ecologia                 | 392 291    | 2,01 / 100,00   | Novo  | 0 / 87    | Novo    |
|                         | Europa Começa em Sarajevo        | 305 633    | 1,57 / 100,00   | Novo  | 0 / 87    | Novo    |
|                         | Outros                           | 555 353    | 2,84 / 100,00   |       | 0 / 87    |         |
| Votos inválidos         | Votos inválidos                  | 1 097 510  | 5,33 / 100,00   | 2,44  |           |         |
| Total                   | Total                            | 20 584 980 | 100,00 / 100,00 |       | 87 / 87   | 6       |
| Eleitorado/Participação | Eleitorado/Participação          | 39 019 757 | 52,76 / 100,00  | 3,96  |           |         |
| Fonte                   | Fonte                            | [ 1 ]      | [ 1 ]           | [ 1 ] | [ 1 ]     | [ 1 ]   |